# Вилијам Исак Томас
Вилијам Исак Томас (енгл. William Isaac Thomas; Округ Расел, 13. август 1863 — Беркли, 5. децембар 1947) био је амерички социолог, један од твораца америчке социологије и социјалне психологије.

## Биографија
Године 1884. дипломирао је на Универзитету у Тенесију и именован је за професора енглеског језика и модерних језика. 1888 наставио је своје студије у Немачкој на универзитетима у Берлину и Гетингена. Он је изразио интересовање за студије етнологије и друштвених наука.
Постао је професор социологије на Оберлин Колеџу у Охају (1894). 1895. - један од уредника Америчког Журнала о Социологији . Он је позван да предаје на новооснованом универзитету у Чикагу, где је докторирао.
Године 1907. објавио је свој велики рад: "Секс и друштво" (енгл. Sex and Society). Године 1910., Томас је постао професор социологије на универзитету у Чикагу, где је наставио да предаје до 1918. године.
Томас је често путовао у Европу и, 1913. године, током посете Пољској, састао се са пољским социологом Флоријан Знаниецким, који је касније емигрирао у Чикаго да постане истраживач. Касније, 1918-1920. заједнички су објавили пет радова, "Пољски сељаци у Европи и Америци", који му је донео светску славу..
Материјал и морал по Томасу је погођен, након што је 1918. године био је ухапшен од стране ФБИ-аја због оптужби за кршење закона "Mann". "Mann" закон, или "Закон о превозу белим робљем", усвојен је у борби против проституције. Након што је закон застарео, савезна влада користи закон да разбије политичке противнике. Иако је ослобођен свих оптужби, његова репутација као научник, била је непоправљиво оштећена.
Томас се преселио у Њујорк и од 1923. године предавао је на универзитету "New school for sociology" до 1928. године. Он је постао почасни председник Америчког социолошког друштва 1927. године отишао је у пензију 1937. године након периода од годину дана наставе на Универзитету Харвард (Кембриџ (Масачусетс)).

## Научна активност
Вилиам А. Томас један је од представника психологије у социологији. Језгро његове теорије, појам социјалне ситуације, укључујући три међусобно повезана елемента: 
- Објективни услови (друштвене норме и вредности);
- Инсталација појединца и група;
- Дефиниција ситуације глумаца.

1918-1920 се фокусира на анализу другог елемента. Када није иста особа у вредности групе дефиниција ситуације, постоје сукоби и социјалне дезинтеграције, генерисање многих болести савременог друштва.
Заједно са Знаниецким, он је развио типологију личности у природи прилагодљивости људи на друштвеном окружењу:
Филистејац стил (одликује се традиционалном инсталације); боемски стил (невезано нестабилна инсталација, висок степен прилагодљивости); креативни тип (јер је типична инсталација на креативност). Томас је тврдио да развој друштвеног живота и културе одређују само креативни појединаци, способни проналаска и иновације. Извор напретка је видео у психолошким квалитетима људи, њиховог темперамента.